# Centreville, Alabama
Centreville este un oraș și sediul comitatului Bibb din statul Alabama al Statelor Unite ale Americii.
1. ↑  Recensământul Statelor Unite ale Americii din 2010, accesat în 9 iulie 2020